# UFC Fight Night: Yusuff vs. Barboza
UFC Fight Night: Yusuff vs. Barboza (también conocido como UFC Fight Night 230, UFC on ESPN+ 88 y UFC Vegas 81) fue un evento de artes marciales mixtas producido por Ultimate Fighting Championship que tuvo lugar el 14 de octubre de 2023 en el UFC Apex en Enterprise, Nevada, parte del área metropolitana de Las Vegas, Estados Unidos.

## Antecedentes
El combate de peso pluma entre Sodiq Yusuff y Edson Barboza encabezó el evento. Anteriormente se esperaba que se enfrentaran en UFC Fight Night: Moraes vs. Sandhagen en octubre de 2020, pero Yusuff se retiró debido a razones no reveladas.
El combate de peso gallo entre Cameron Saaiman y Christian Rodriguez tuvo lugar en este evento. El emparejamiento estaba programado previamente para tener lugar en UFC 290 en julio, pero Rodriguez se retiró debido a una lesión. En el pesaje, Rodriguez pesó 140 libras, cuatro libras por encima del límite de peso gallo. Su combate se celebró en el peso acordado y fue multado con un porcentaje de su bolsa, que fue a parar a manos de Saaiman.
Se esperaba un combate de peso gallo femenino entre Tainara Lisboa y Darya Zheleznyakova para este evento. Sin embargo, Zheleznyakova fue retirada por razones no reveladas y sustituida por Ravena Oliveira.
Se esperaba un combate de peso mosca entre Tatsuro Taira y David Dvořák para este evento. Sin embargo, el combate fue cancelado por razones no reveladas.
Se esperaba un combate de peso medio entre Michel Pereira y Marc-André Barriault para este evento. Sin embargo, Barriault se retiró por problemas médicos y fue sustituido por Andre Petroski.
Se esperaba un combate de peso ligero entre Terrance McKinney y Chris Duncan para este evento. Sin embargo, Duncan se retiró por problemas de visa y fue sustituido por Brendon Marotte.
Se esperaba un combate de peso mosca entre Edgar Chairez y Daniel Lacerda para este evento. Sin embargo, debido a los problemas médicos de Lacerda, el combate se canceló.

## Premios de bonificación
Los siguientes luchadores recibieron bonificaciones de $50000 dólares.
- Pelea de la Noche: Sodiq Yusuff vs. Edson Barboza
- Actuación de la Noche: Jonathan Martinez y Michel Pereira